# Eugène Faure

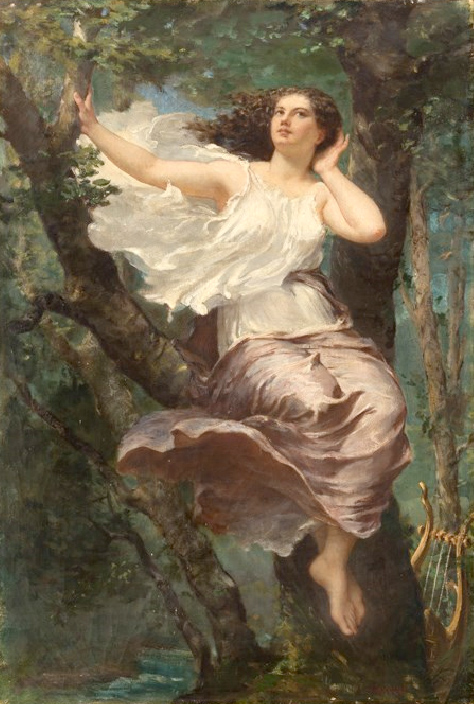
Allegorie der Musik

Eugène Faure (* 14. Juli 1822 in Seyssinet-Pariset; † 24. Dezember 1878 in Bourg-Saint-Andéol) war ein französischer Genre- und Aktmaler.
Zunächst studierte er Bildhauerei in Paris bei François Rude und David d’Angers. Er entschied sich aber für die Malerei und studierte sie im Atelier von Charles Gleyre.
Nach dem Studium ließ er sich in Grenoble als freischaffender Künstler nieder, malte Porträts, Genreszenen, Allegorien und Akte. Er war mit den Malern von der École dauphinoise, u. a. Jean Achard und Théodore Ravanat befreundet.
Heute werden seine Gemälde hauptsächlich im Musée de Grenoble aufbewahrt. Eine Straße in Grenoble trägt seinen Namen.